# 시소시
시소시(일본어: 宍粟市)는 일본 효고현 중서부에 있는 시로 니시하리마 지방에 위치한다. 2005년 4월 1일에 시소군의 4개 정(야마사키정, 이치노미야정, 하가정, 지쿠사정)이 합병해 탄생했다. 인구는 현내 41개 지자체 중 25위, 면적은 도요오카시에 이어 현내 2위이다. 중심부인 야마사키는 하리마 지방 북서부의 중심지이기도 하다.

## 지리
효고현 중서부에 위치하며 고베시에서 약 100km, 히메지시에서 약 30km 떨어져 있다. 서쪽은 오카야마현, 북쪽은 돗토리현과 접한다.
넓이는 동서 약 32km, 남북 약 42km로 광대하고 현내에서도 2위의 면적이다. 주요 하천은 이보강과 지쿠사강으로 모두 하리마 5강에 포함된다. 1급 하천이기도 한 이보강은 시 북부 하가정의 도쿠라토게 부근에서 발원해 온즈이 호수(히키하라댐)를 포함하는 히키하라강과 북동부의 이치노미야정에서 발원하는 세 방면의 강이 이치노미야정 아사카에서 합류해 이름을 바꾼 것으로 남부의 야마사키정에서 다쓰노시, 히메지시를 향해 흐른다. 한편 일본의 이름난 물 100선에도 선정된 지쿠사강은 북서부의 지쿠사정에서 발원해 남쪽으로 흘러 사요군 사요정, 아코군 가미고리정을 지나 아코시로 흐른다.
대부분은 산림 지대로 "시소 삼림 왕국"을 구가하고 있고 하가정에는 현내 최고봉인 효노산, 지쿠사정에는 두 번째로 높은 미무로산, 세 번째로 높은 우시로산이 있다.

### 인접하는 자치체
- 효고현
  - 히메지시, 야부시, 아사고시, 다쓰노시
  - 간자키군 가미카와정
  - 사요군 사요정

- 오카야마현
  - 미마사카시, 아이다군 니시아와쿠라촌

- 돗토리현
  - 야즈군 와카사정

## 역사
- 1889년 4월 1일 - 정촌제 시행으로 시소군 야마사키정을 포함한 1정 15촌이 성립하였다.
- 1956년 4월 1일 - 간베촌, 소메고치촌, 시모미카타촌이 합병해 이치노미야정이 성립하였다.
- 1956년 9월 30일 - 니시다니촌과 오쿠다니촌이 합병해 하가정이 성립하였다.
- 1960년 1월 1일 - 지쿠사촌이 정으로 승격해 지쿠사정이 되었다.
- 2005년 4월 1일 - 야마사키정, 하가정, 지쿠사정, 이치노미야정이 합병해 시소시가 성립하였다.

## 교통

### 도로
- 주고쿠 자동차도
- 국도 제29호선
- 국도 제429호선 (일본)(일본어판)

## 인구
| 연도                              | 인구     | ±% |
| --------------------------------- | -------- | -- |
| 1970                              | 48,558명 | —  |
| 1975                              | 48,791명 | —  |
| 1980                              | 49,084명 | —  |
| 1985                              | 48,980명 | —  |
| 1990                              | 48,454명 | —  |
| 1995                              | 47,685명 | —  |
| 2000                              | 45,460명 | —  |
| 2005                              | 43,302명 | —  |
| 2010                              | 40,945명 | —  |
| 2015                              | 37,773명 | —  |
| 2020                              | 34,819명 | —  |
| 출처: 일본 총무성 통계국 국세조사 |          |    |

## 기후
| 시소시의 기후                                                | 시소시의 기후 | 시소시의 기후 | 시소시의 기후 | 시소시의 기후 | 시소시의 기후 | 시소시의 기후 | 시소시의 기후 | 시소시의 기후 | 시소시의 기후 | 시소시의 기후 | 시소시의 기후 | 시소시의 기후 | 시소시의 기후   |
| 월                                                           | 1월           | 2월           | 3월           | 4월           | 5월           | 6월           | 7월           | 8월           | 9월           | 10월          | 11월          | 12월          | 연간            |
| ------------------------------------------------------------ | ------------- | ------------- | ------------- | ------------- | ------------- | ------------- | ------------- | ------------- | ------------- | ------------- | ------------- | ------------- | --------------- |
| 역대 최고 기온 °C (°F)                                       | 18.1 (64.6)   | 20.7 (69.3)   | 24.5 (76.1)   | 29.5 (85.1)   | 32.6 (90.7)   | 35.2 (95.4)   | 38.0 (100.4)  | 38.5 (101.3)  | 35.7 (96.3)   | 30.9 (87.6)   | 25.4 (77.7)   | 20.9 (69.6)   | 38.5 (101.3)    |
| 일평균 최고 기온 °C (°F)                                     | 7.4 (45.3)    | 8.6 (47.5)    | 12.8 (55.0)   | 18.9 (66.0)   | 23.7 (74.7)   | 26.5 (79.7)   | 30.0 (86.0)   | 31.8 (89.2)   | 27.5 (81.5)   | 21.9 (71.4)   | 15.9 (60.6)   | 10.0 (50.0)   | 19.6 (67.2)     |
| 일일 평균 기온 °C (°F)                                       | 2.4 (36.3)    | 3.1 (37.6)    | 6.6 (43.9)    | 12.1 (53.8)   | 17.1 (62.8)   | 21.0 (69.8)   | 24.9 (76.8)   | 25.8 (78.4)   | 21.9 (71.4)   | 15.9 (60.6)   | 9.9 (49.8)    | 4.7 (40.5)    | 13.8 (56.8)     |
| 일평균 최저 기온 °C (°F)                                     | −1.1 (30.0)   | −0.9 (30.4)   | 1.5 (34.7)    | 6.1 (43.0)    | 11.4 (52.5)   | 16.6 (61.9)   | 21.3 (70.3)   | 22.0 (71.6)   | 18.0 (64.4)   | 11.5 (52.7)   | 5.5 (41.9)    | 0.9 (33.6)    | 9.4 (48.9)      |
| 역대 최저 기온 °C (°F)                                       | −8.6 (16.5)   | −11.7 (10.9)  | −6.6 (20.1)   | −2.9 (26.8)   | 0.5 (32.9)    | 6.7 (44.1)    | 13.6 (56.5)   | 14.0 (57.2)   | 6.4 (43.5)    | 0.7 (33.3)    | −2.5 (27.5)   | −7.6 (18.3)   | −11.7 (10.9)    |
| 평균 강수량 mm (인치)                                        | 72.9 (2.87)   | 80.2 (3.16)   | 132.9 (5.23)  | 136.6 (5.38)  | 181.3 (7.14)  | 215.4 (8.48)  | 283.0 (11.14) | 190.4 (7.50)  | 230.1 (9.06)  | 133.5 (5.26)  | 76.8 (3.02)   | 77.8 (3.06)   | 1,805.4 (71.08) |
| 평균 강수일수 (≥ 1.0 mm)                                     | 10.2          | 10.6          | 11.7          | 10.4          | 10.7          | 12.6          | 13.0          | 10.5          | 10.6          | 8.2           | 7.8           | 9.7           | 126             |
| 평균 월간 일조시간                                           | 99.1          | 104.7         | 150.8         | 186.3         | 201.2         | 145.7         | 150.1         | 185.5         | 138.8         | 151.1         | 128.0         | 113.2         | 1,755.6         |
| 출처: 일본 기상청 (평년값: 1991년~2020년, 극값: 1978년~현재) |               |               |               |               |               |               |               |               |               |               |               |               |                 |